# Jane Shore
Lady Elizabeth Shore, detta Jane (Londra, 1445 – 1527), è stata una nobildonna inglese, una delle molte amanti del re Edoardo IV d'Inghilterra.

## Biografia
Era la figlia di un ricco mercante di nome John Lambert e di sua moglie Amy, che era la figlia di un droghiere benestante di nome Robert Marshall. Originariamente è stata battezzata "Elizabeth", ma ha preso il nome di "Jane" in seguito per motivi sconosciuti.
Trascorreva molto tempo nel negozio di suo padre e questo fin dalla giovane età l'ha portata a contatto con donne di alto rango e fu in grado di osservare il loro comportamento. Era molto intelligente, di conseguenza ha ricevuto una formazione che non è di solito associata a una persona della sua classe.
Era nota in tutta Londra per la sua bellezza, guadagnandosi il titolo di "The Rose of London". Ha attirato molti pretendenti, tra i quali William Hastings, I barone Hastings, amico e confidente di Edoardo IV. È probabile che Hastings si innamorò di lei prima del matrimonio. Il suo affetto per lei è evidente nel corso della vita con la sua protezione continua nei suoi confronti. La sua bellezza non era l'unica caratteristica che la rendeva attraente per gli uomini; fu infatti anche ammirata per la sua piacevole, cordiale personalità e il suo spirito.
Sposò William Shore (?-1494), un mercante e visitatore comune alla casa Lambert più vecchio di lei di 14 o 15 anni. Anche se bello e ben dotato, non riuscì mai a conquistare i suoi sentimenti. Il loro matrimonio è stato annullato nel marzo 1476 dopo aver chiesto l'annullamento sulla base dell'impotenza del marito, fatto che le impedivano di adempiere al suo desiderio di avere dei figli. Papa Sisto IV commissionò tre vescovi di pronunciarsi sul ricorso, che concessero l'annullamento.

## Amante reale
Il 4 dicembre 1476, è stato lo stesso anno in cui iniziò la sua relazione con Edoardo IV, dopo il suo ritorno dalla Francia. Edoardo non la scartò come fatto in passato con molte altre amanti, e si dedicò completamente a lei. Secondo i documenti ufficiali, non fu coperta di regali, a differenza di molti amanti precedenti di Edoardo. La loro relazione durò fino alla morte di Edoardo, nel 1483.

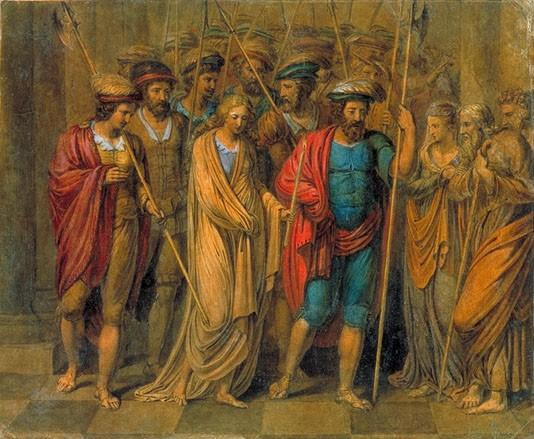
La penitenza di Jane Shore (William Blake, 1793).

## Prigionia, il secondo matrimonio e gli ultimi anni
Jane Shore ebbe altri due amanti: il figliastro maggiore di Edoardo IV, Thomas Grey, I marchese di Dorset e William Hastings, I barone Hastings. Shore venne accusata di portare messaggi tra Hastings e la vedova di Edoardo IV, Elisabetta Woodville.  A causa del suo ruolo in questa alleanza, Jane Shore venne accusata di cospirazione contro il governo del Protettore, insieme a Hastings e a Woodville.
Dopo la pubblica penitenza, Shore mosse residenza nella prigione di Ludgate. Durante il suo soggiorno a Ludgate, affascinò il procuratore generale, Thomas Lynom. I due si sposarono ed ebbero una figlia. Si ritiene che Jane Shore visse il resto della sua vita in una comoda rispettabilità borghese. Lynom, una volta persa la sua posizione di procuratore del re quando Enrico VII sconfisse Riccardo III nella battaglia di Bosworth nel mese di agosto 1485, sedette alle commissioni nelle Marche gallesi e divenne controllore impiegato da Arthur, principe di Galles, al Castello di Ludlow.